# Долско
Долско (словен. Dolsko) је насељено место у општини Дол при Љубљани, Средњесловенска регија, Словенија.

## Историја
До територијалне реорганизације у Словенији било је у саставу града Љубљане, односно старе општине Мосте-Поље.

## Становништво
У попису становништва из 2011. године, Долско је имало 595 становника.
| Број становника према пописима | Број становника према пописима | Број становника према пописима |
| ------------------------------ | ------------------------------ | ------------------------------ |
| 1991                           | 2002                           | 2011                           |
| 400                            | 467                            | 595                            |

## Галерија
- табла на улазу
- фарма "Крач"
- гостионица
- Кроз Долско протиче река Млиншчица